# Pinsà de Przewalski
El pinsà de Przewalski (Urocynchramus pylzowi) és una espècie d'ocell de l'ordre dels passeriformes que rep el seu nom en honor de l'explorador rus Nikolai Przhevalsky, que la va descriure. Avui es considera l'única espècie del gènere Urocynchramus Przhevalsky, 1876 i de la família dels Urocincràmids (Urocynchramidae Domaniewski, 1918)

## Hàbitat i distribució
Viu a les muntanyes centre-occidentals de la Xina, a una alçada de 3050 – 5000 m.

## Morfologia
- És un ocell petit, d'aparença similar a Uragus sibiricus, amb cua llarga.
- Presenten dimorfisme sexual, els mascles tenen gola, pit i ventre d'un rosa fort. El plomatge d'ambdós sexes és marró amb vetes al dors i les ales
- El bec és més fi que el d'Uragus sibiricus, però la caracteríscica que més diferencia ambdues espècies és la ploma primària externa, vestigial en els pinsans però que en Urocynchramus pylzowi té una llargària de dos terceres parts de la següent primària.

Przhevalsky va descriure el cant d'aquesta espècie com similar a la dels emberízids.

## Hàbits
L'espècie no s'ha estudiat molt en el medi silvestre, i poc se sap del seu comportament
Viu generalment en parelles durant la temporada de cria i en petites bandades durant l'hivern.
No es considera amenaçada per les activitats humanes 

## Taxonomia
Les seves afinitats taxonòmiques van ser controvertides durant molt de temps. Groth (2000) va proposar que es devia crear una família per aquesta espècie, cosa que s'havia proposat en Alemanya molt temps abans (Domaniewski,1918), i també per Wolters (1979). Aquest canvi va ser adoptat en la sisena edició de la classificació de Clements. Així avui es considera com l'única espècie de la família dels Urocincràmids (Urocynchramidae).